# Ephemerum serratum
Ephemerum serratum là một loài rêu trong họ Ephemeraceae. Loài này được Schreb. ex Hedw. Hampe mô tả khoa học đầu tiên năm 1837.